# 吕加平
吕加平（1941年6月14日—2021年3月11日），曾用名吕嘉平 ，上海嘉定人。无党派人士，自由撰稿人，中国二战史研究会会员。
2009年12月1日，他写了《关于江泽民的‘二奸二假’和政治诈骗问题与要求调查的呼吁》文章。2010年8月13日，他又写了《关于江泽民的假中共地下党员问题的最新证据》一文。2011年5月13日被北京市中级人民法院以煽动颠覆国家政权罪判处有期徒刑十年，剥夺政治权利两年。2015年2月保外就医。2021年3月11日因病在北京去世。

## 生平
吕加平父亲吕炳奎曾任江苏省卫生厅厅长、中央人民政府卫生部中医司司长等。吕加平在湖南工作近三十年，从事战略学术研究、民间战略研究。著作有《阴谋与抗争——肯尼迪总统被剌案起因剖析：猪湾事件》和《中国的战略失误》（美国美中文化出版公司出版）。呂加平之弟呂嘉民，筆名姜戎，是《狼圖騰》的作者。

### “吕加平反映信”案
2004年2月21日，吕加平在个人主页上公布的《向中央领导和人大代表、政协委员反映我听说的一些有关江泽民的事情和传闻》一文，主要谈了”江泽民的历史和入党问题“以及"有关江泽民和宋祖英的事"。该文并加按语："吕加平先生早已作好为反卖国、反腐败、反专制而不惜牺牲个人一切，坚决斗争到底"。之后，吕加平遭到江泽民亲信周永康负责的公安部门的跟踪监控。三天内不知去向。
2004年2月23日深夜，他在朋友家被公安拘捕，第二天凌晨，警察抄走了吕加平家的电脑和他过去写的一些文章。同日网上出现《有人警告：不放吕加平，宋祖英将变璩美凤！可能有光碟》。随后，吕加平被押回北京家中监视居住整整一个月。门口有警察、警车，还有探照灯。期间还被传讯。吕加平妻子于钧艺因为替他打字，也被当作”同犯“被严密囚控。
2004年3月24日，在未作任何法律处理的情况下，夫妻俩被送回户籍所在地湖南邵阳。两个儿子遭株连。大儿子大林在公安国保的干预下于3月3日被北京清华志清中学除名失业，并强令离京回邵。在北京从事音乐工作十多年颇有成绩的小儿子栗子，被列入牵连的重点对象，遭北京公安国保追捕。2004年3月26日，吕加平妻子发布公开信，呼吁当局释放被株连逮捕的儿子与其未婚妻。

### 判刑
2011年5月13日，吕加平被北京市第一中级人民法院以颠覆国家政权罪判处十年徒刑，法院的证词证据主要涉及吕加平公开发表的文章。
同案被判刑的还有吕加平的妻子于钧艺与好友金安迪。陕西西安学者金安迪, 在吕加平编写部分文章过程中为吕提供信息、帮助修改文章稿件并进行邮寄，被判处有期徒刑8年。于钧艺因协助丈夫吕加平打印文章稿件，并发送电子邮件等而被判有期徒刑三年、缓刑五年。
2011年，在湖南省邵陽监狱服刑。吕加平长期患有心脏病及股骨头坏死症，在监狱服刑期间又检查出胆结石、胆囊炎、支气管扩张、脊椎骨质增生、糖尿病等一共七种疾病。2011年底，吕加平一度心脏病发作。
2012年9月16日，吕加平家人接到通知，他已经被从邵阳监狱医院转去治疗条件較好的长沙监狱医院。
2015年2月18日，BBC引述中國維權網從呂加平的兒子浩宸表示，呂加平已保外就醫，於2月17日的下午六點由警察送回湖南邵陽家中。
2017年11月22日下午，吕加平的妻子于钧艺在出外健身時意外從高處跌下去世。
2021年3月11日晚，吕加平因病在北京去世。

### 其他文章事件
吕加平2008年指邓小平默许美国继续向台出售武器，並引用《卡特日記》為證據。2007年12月5日在北京紀念中美建交28周年纪念大会上，美國前總統卡特宣讀了《卡特日記》的相關內容，表示中美建交時，邓小平默許美國繼續對台出售武器。这与2006年北大张清敏教授撰文内容不一样，张清敏文中说中國不同意美國對台軍售的立場，但還是希望中美建交。
2012年9月20日，凤凰网转载了“当代中国研究所”网站一篇报导《中美建交时邓小平默许美国继续向台出售武器？》，反驳吕加平和范机的說法。